# Xyris sulcatifolia
Xyris sulcatifolia är en gräsväxtart som beskrevs av Robert Kral. Xyris sulcatifolia ingår i släktet Xyris och familjen Xyridaceae. Inga underarter finns listade i Catalogue of Life.